# Konje Urgenč
Konje Urgenč ali Gurgandž (turkmensko Köneürgenç iz perzijskega کهنه گرگانج, Kuhna Gurgāndž, včasih tudi Konya-Urgench, v prevodu Stari Urgenč) je arheološko najdišče starega mesta Urgenč (turkmensko Ürgenç) in istoimenska občina v severnem Turkmenistanu tik ob meji z Uzbekistanom. Keneurgenč je bil prestolnica Horezmskega kanata, o čemer pričajo številne stavbe, zaradi katerih ga je UNESCO leta 2005 uvrstil na seznam svetovne kulturne dediščine.
Stari Urgenč je stal ob reki Amu Darja in bil eno od največjih mest ob svilni poti. Je eno najpomembnejših arheoloških najdišč v Turkmenistanu, leži znotraj obsežnega območja zaščitene krajine in vsebuje veliko število dobro ohranjenih spomenikov iz 11. do 16. stoletja. Med njimi so mošeje, vrata karavanseraja, trdnjave, mavzoleji in minaret, vpliv njihovega arhitekturnega sloga in izdelave pa je dosegel Iran, Afganistan in poznejšo arhitekturo Mogulskega cesarstva v Indiji v 16. stoletju.

## Zgodovina in razvoj
Natančni datumi ustanovitve Kunja-Urgenča ostajajo negotovi, vendar arheološke najdbe na hribu Kirkmola (eni glavnih trdnjav na tem mestu) razkrivajo, da je imelo mesto že v 5. in 4. stoletju pred našim štetjem močno strukturo. Nekateri najzgodnejši zapisi kažejo, da so Arabci leta 712 osvojili Horezm, ki so zavzeli glavno mesto Kat iranske horezmijske dinastije Afrighid.
Mesto je postalo pomembno med 10. in 14. stoletjem, ko je bilo prestolnica Horezmskega kanata, ki je nadomestila Kat. Gurdžanu je služil kot pomembno trgovsko središče, ki se je po slavi in številu prebivalcev kosalo s številnimi drugimi srednjeazijskimi mesti, kot je Buhara. Zaradi svoje strateške lege na glavnih trgovskih poteh od juga proti severu in od zahoda proti vzhodu je postalo zelo uspešno, kar je močno prispevalo k razvoju znanosti in kulture v Srednji Aziji. Po pisanju pisca iz leta 1893 je bila Djordjanija ali Jorjanija "druga prestolnica" države. Stala je ob kanalu Vadak, ki je očitno vzhodni konec Kunja-Darje, ki je očitno rečna struga, ki danes vodi do jezera Sarikamiš. Vzhodno od mesta je bil jez Gurgandž, ki je namakal območje in blokiral tok Oxusa v Kaspijsko jezero.
Leta 1221 so tako mesto kot jez porušili Džingiskanovi Mongoli in pobili večino prebivalcev. Pokol je bil eden največjih v zgodovini. Okolica se je spremenila v močvirje. Kljub uničujočim posledicam invazije je bilo mesto oživljeno in si je povrnilo svoj prejšnji status. Berberski popotnik Ibn Battuta iz 14. stoletja ga je opisal kot »največje, najlepše in najpomembnejše mesto Turkov. Ima lepe bazarje in široke ulice, veliko število stavb in obilje blaga«.
Leta 1373 je Timurlenk napadel Horezm, njegov vladar Jusuf Sufi iz sufijske dinastije pa se je Timurju predal. Leta 1379 se je Jusuf Sufi uprl Timurju, ki je izropal Urgenč, Jusuf Sufi pa je bil ubit. Leta 1388 se je sufijska dinastija Urgenč ponovno uprla Timurju; tokrat je Timur Urgenč zravnal z tlemi in pobil njegovo prebivalstvo, uničil namakalni sistem mesta in dal na tla, kjer je nekoč stalo mesto, zasaditi ječmen, tako da je ostala le ena mošeja. To je skupaj z nenadno spremembo toka reke Amu-Darje pomenilo začetek upada Konja-Urgenča vse do 16. stoletja, ko ga je kot regionalno središče nadomestila Hiva in je bil na koncu opuščen.
Na področje Starega Urgenča so se šele leta 1831 naselili Turkmeni. Svoja naselja so gradili v njegovi okolici, mesto pa so uporabljali kot pokopališče. Vendar se je ta uporaba zdaj ustavila; vložena so prizadevanja za odstranitev razpadajočih nagrobnikov, ki jih je mogoče najti na tem mestu. Novi Urgenč stoji jugovzhodno od Starega v sedanjem Uzbekistanu.
Prva arheološka izkopavanja je opravil arheolog Aleksander Jakubovski leta 1929.

## Arheološki ostanki
Urbana zasnova Konja Urgenča je izgubljena in do danes so ostali le nekateri spomeniki. To so avtentični in bogati primeri lepe arhitekture in gradbenih tradicij, ki obstajajo že stoletja. Stopnja ohranjenosti se med stavbami razlikuje, največja obnovitvena dela pa so bila izvedena v zadnjih tridesetih letih, v sovjetskem obdobju, z uporabo tradicionalnih metod in materialov.

### Minaret Kutlug-Timur
Minaret Kutlug Timur je morda najbolj presenetljiva zgradba tukaj. Izvira iz 11. in 12. stoletja in meri 60 metrov v višino, zaradi česar je najvišji spomenik v parku. Njegov premer je 12 metrov pri dnu in 2 metra na vrhu.
Na podlagi dekorativnega zidarstva, vključno s kufskimi napisi, velja, da je minaret starejša konstrukcija, ki jo je Kutlug-Timur obnovil šele okoli leta 1330.

### Mavzolej Turabek Kanum
Ta stavba, poimenovana po Turabek Kanum, ženi Kutlug-Timurja (vladal med letoma 1321 in 1336), stoji v severnem delu starodavnega Gurgenča. Izjemna je po svoji elegantni zasnovi in osupljivi dekoraciji s ploščicami ter je zelo prefinjeno arhitekturno delo, tako v konceptualizaciji prostorov kot v inženirstvu. Oboje je v celoti izkoriščeno na zavesten način za doseganje vizualnega, estetskega in duhovnega učinka.
Prvotna stavba je bila sestavljena iz dveh prostorov: velike kupolaste dvorane in manjše za njo. Velika dvorana je na zunanji strani dvanajststranska, na notranji strani pa šesterokotna, pred njo pa sta vhodni portal in preddverje.
Ena najbolj impresivnih arhitekturnih značilnosti mavzoleja je okrogla kupola, ki pokriva glavno dvorano, katere površina je prekrita z barvitim mozaikom, ki tvori zapletene okrasne vzorce, sestavljene iz rož in zvezd, kar ustvarja vizualno metaforo za nebesa. V Urgenču ni mogoče najti primerljivih sodobnih vzporednic, saj se nekatere arhitekturne značilnosti, kot so zgoraj omenjeni okraski, ne pojavljajo v drugih spomenikih, zgrajenih v času Turabek-Kanum, okoli leta 1330. Zato je stavbo težko datirati tako zgodnjo. Vendar pa se te značilnosti v Srednji Aziji pojavljajo pozneje, v času vladavine Timurja, vojskovodje turško-mongolskega rodu. Nove tehnologije, kot je mozaična fajansa, se kažejo v najzgodnejših Timurjevih stavbah, kot je palača Aq Saray v Šahrisabzu v Uzbekistanu, ki se je začela graditi leta 1379, a je bila leta 1404 še vedno nedokončana.

### Tekeški mavzolej
Ta struktura je domnevna grobnica sultana Ala al-Din Tekiša, ustanovitelja Horezmskega cesarstva in njegovega vladarja med letoma 1172 in 1200. Za mavzolej je bila opredeljena zaradi izročila, da je vsaka starodavna srednjeazijska stavba posvečena zgodovinski ali mitski osebnosti.
Stavba je zgrajena iz opeke in je sestavljena iz kvadratne dvorane s stenami, visokimi 11,45 metra, masivnega okroglega bobna in stožčaste strehe, pod katero se skriva notranja kupola. Kupola je s kvadratnimi stenami, na katere se spušča, povezana z osmerokotno prečno mrežo. Struktura med kupolo in osmerokotom je okrašena s 16 plitvimi nišami. Njihova oblika ni suličasta, kot so tiste, ki jih običajno najdemo v islamski arhitekturi Srednje Azije, temveč polkrožna. To je motiv, ki ga najdemo v marmornem mihrabu iz 8. stoletja v Bagdadskem muzeju in je bil redko uporabljen v Srednji Aziji: drug primerljiv primer, ki ga najdemo v Turkmenistanu, je mihrab mošeje Mohameda Ibn Zajda iz 11. stoletja v Mervu. Vendar sta oba preveč oddaljena, da bi ju lahko šteli za prototipa.
Zunanja stožčasta streha je zgrajena iz horizontalnih plasti s tehniko lažnega oboka. Od znotraj je ojačana z 12 oporniki, ki stojijo na notranji kupoli. Čeprav se to morda zdi tvegana gradbena tehnika, streha ni v slabem stanju: uničen je le vrh, okras iz modre majolike pa je nekoliko poškodovan.
Ena od posebnosti arhitekture stavbe je njena fasada. Predstavlja visoko portalno nišo z glavnim lokom, ki je zdaj izgubil svojo prvotno obliko. Lancetni lok portala je zapolnjen z zapletenim sistemom kapniških oblik, ki je dekorativni motiv iz terakote in pritrjen na lesene palice znotraj zida.
Raziskave te strukture so sprožile ugibanja, da je Tekešev mavzolej morda stal v središču neke velike zgradbe, ki je bila sestavljena iz množice stavb. Zato nekateri znanstveniki trdijo, da je stavba služila drugačnemu namenu kot mavzolej, na primer vladni hiši ali palači velikih horezm-šahov.

### Kirkmola
Kirkmola je 12 metrov visok nasip, ki je nekoč predstavljal trdnjavo. Je na severovzhodnem obrobju Gurgenča. Posebej pomemben je, ker so tukaj našli najstarejšo keramiko, odkrito na tem najdišču, ki izvira iz 5. stoletja pred našim štetjem. Zaščiten je z debelim zidom iz blatnih opek, ki izvira iz 10. do 14. stoletja in je bil po arheoloških izkopavanjih delno obnovljen.

### Kompleks mavzoleja Najm ad-Din al-Kubra, mavzoleja sultana Alija in mavzoleja Pirjar Vali
Ta kompleks je v središču novega mesta Konja-Urgenč, znotraj muslimanskega pokopališča. Mavzolej Najm ad-Din al-Kubra je bil zgrajen v prvi polovici 14. stoletja in je dobil ime po filozofu, slikarju, zdravniku, šahovskem mojstru in generalu Najmu al-Dinu Kubri, ustanovitelju sufijskega reda Kubraviya. To je ena od struktur, ki je bila obnovljena v času blaginje Horezma in tudi po mongolski invaziji.
Mavzolej sultana Alija, ki je vladal v 16. stoletju, se nahaja nasproti. Je šesterokotni spomenik s kupolo, ki meri 9,5 metra v premeru.
Mavzolej Pirjarja Valija, sodobnika Najm al-Dina al-Kubre, je zahodno od slednjega mavzoleja in je bil zgrajen v 13. in 14. stoletju. Visok je 6,5 metra in dolg 7,5 metra.

### Mavzolej Il Arslana
Il Arslan je veličasten arhitekturni kos, med ljudmi znan tudi kot mavzolej Ho-Rezmšaha II Arslana, ki je vladal od leta 1156 do 1172. Mavzolej, ki datira v 12. stoletje, je najstarejši stoječi spomenik v Gurgenču.
Stavba ima kuboidno strukturo iz žgane opeke, podobno najstarejšemu obstoječemu islamskemu mavzoleju v Srednji Aziji, mavzoleju Samanidov v Buhari iz začetka 10. stoletja, vendar ima namesto polkrožne kupole fasetirano stožčasto streho. Struktura je okrašena z motivom, vklesanim v reliefne opečne plošče, frizom z aforizmom, napisanim v čudoviti pisavi, in z izrezljanimi rastlinskimi motivi, ki prikazujejo različice arabesknega vzorca. Dekorativna shema kupole predstavlja tehniko polaganja ploščic, izvedeno s turkizno glaziranimi opečnimi ploščicami, ki tvorijo geometrijski vzorec.
Glede na nekatera najnovejša znanstvena odkritja je bila ena od funkcij te strukture nekoč shranjevanje vode.

### Kompleks Ibn Khajib
Ta spomenik je posvečen Ibn Khajibu, enemu od nadarjenih učencev Najm-ad-Din al-Kubre. Stoji v zahodnem delu starodavnega Urgenča in je sestavljen iz kompleksa spomenikov, ki so bili vsi zgrajeni v različnih časovnih obdobjih, od 14. do 19. stoletja.

### Ak-Kala
Ak-Kala je trdnjava jugozahodno od ruševin srednjeveškega Urgenča. Njeno obzidje, katerega višina se giblje od 6 do 8 metrov in na vrhu meri približno 2 metra, se razteza na več kot kilometer. Zgrajeno je bilo iz na soncu posušenih blatnih opek, njihovi vogali pa so okrašeni s polkrožnimi stolpi, notranjo stran trdnjavskega obzidja pa podpirajo oporniki.

### Horezm-Bag
To je štirikotna trdnjava, ki jo je postavil kan Muhamed Emin, meri 400 x 500 metrov in je bila zgrajena sredi 19. stoletja na jugozahodnem obrobju Konja-Urgenča. Obdaja jo visok obrambni zid, ki ga je sčasoma močno erodiral.

## Muzej Kunya Urgench (mošeja Daš)
Muzej je v opečnati stavbi mošeje Daš, nekdanje medrese, zgrajene v začetku 20. stoletja. Zgrajena je bila kot mošeja in je služila kot medresa, preden je bila v 1990-ih preurejena v muzej na lokaciji. Njena struktura je večinoma kvadratna, z množico sob, ki se odpirajo na veliko dvorišče, in v katerih so danes razstavljeni različni eksponati.
Muzejske razstave se osredotočajo na zgodovino lokacije, tradicionalne umetnosti in obrti regije, gradbeno tradicijo Urgenča itd. Največja soba je posvečena zgodovini in zakladom starega mesta, vključno z obsežnim miniaturnim modelom Gurgenča in različnimi artefakti, kot so keramične sklede, glazirane ploščice, otroške igrače ali arabska besedila. Druga pomembna soba se osredotoča na mošejo Daš in zgodovino njene gradnje in uporabe. Okoli dvorišča, za glavno stavbo, so preostali manjši prostori, prej spalnice učencev medrese, preurejeni v 19 razstav, ki prikazujejo tradicionalne ročne obrti regije, kot so izdelovanje preprog, lončarstvo, gradnja jurt itd.

## Gradbena tradicija
Konja Urgenč je že dolgo plodovita šola gradbenih mojstrov. Znanje in spretnosti te šole so se skozi stoletja širile po muslimanskem svetu in jih je mogoče prepoznati v strukturah in dekoracijah številnih stavb iz obdobja Timurja, tako v Turkmenistanu kot v regijah, kot so Uzbekistan, Afganistan, Zakavkazje, Turčija, Iran, Pakistan in Indija. Na primer, številne stavbe v Samarkandu so v 14. stoletju postavili gradbeniki in arhitekti, zaposleni v Konja Urgenču.
Iznajdljivost in spretnost lokalnih obrtnikov in arhitektov se kažeta v izjemnih gradbenih detajlih, kot so struktura, oblika ali ornamentika, ki so se skozi čas izpopolnjevali. Poleg tega so se tradicionalne gradbene tehnike ohranile do danes: na primer, peči se še vedno uporabljajo po vsej regiji za proizvodnjo opeke, ki se uporablja pri obnovi zgodovinskih stavb.

## Galerija
- Stari Urgenč
- Portal Il Arslanovega mavzoleja
- Grob v Il Arslanovem mavzolelju
- Vhod v karavansaraj
- Sajid-Ahmad-Mausoleum
- Tura Beg Hanov mavzolej
- Notranjost Tura Beg Hanovega mavzoleja

## Vir
- Pander, Klaus (2005). Central Asia (6. izd.). Ostfildern: DuMont Art Travel Guide. str. 384. ISBN 978-3-7701-3680-3.